# Ginkgo
Genul Ginkgo cuprinde o singură specie și anume Ginkgo biloba sau (Arborele pagodelor)
Din punct de vedere morfologic, există trei varianteː
- Ginkgo biloba fastigiata cu coroană piramidală,
- Ginkgo biloba var. laciniata (Carrière), cu frunze mai late și divizate,
- Ginkgo biloba pendula cu ramuri pendente.

## Legături externe
- „Ginkgo” în Dicționar dendrofloricol la DEX online